# Musikakademie Katowice

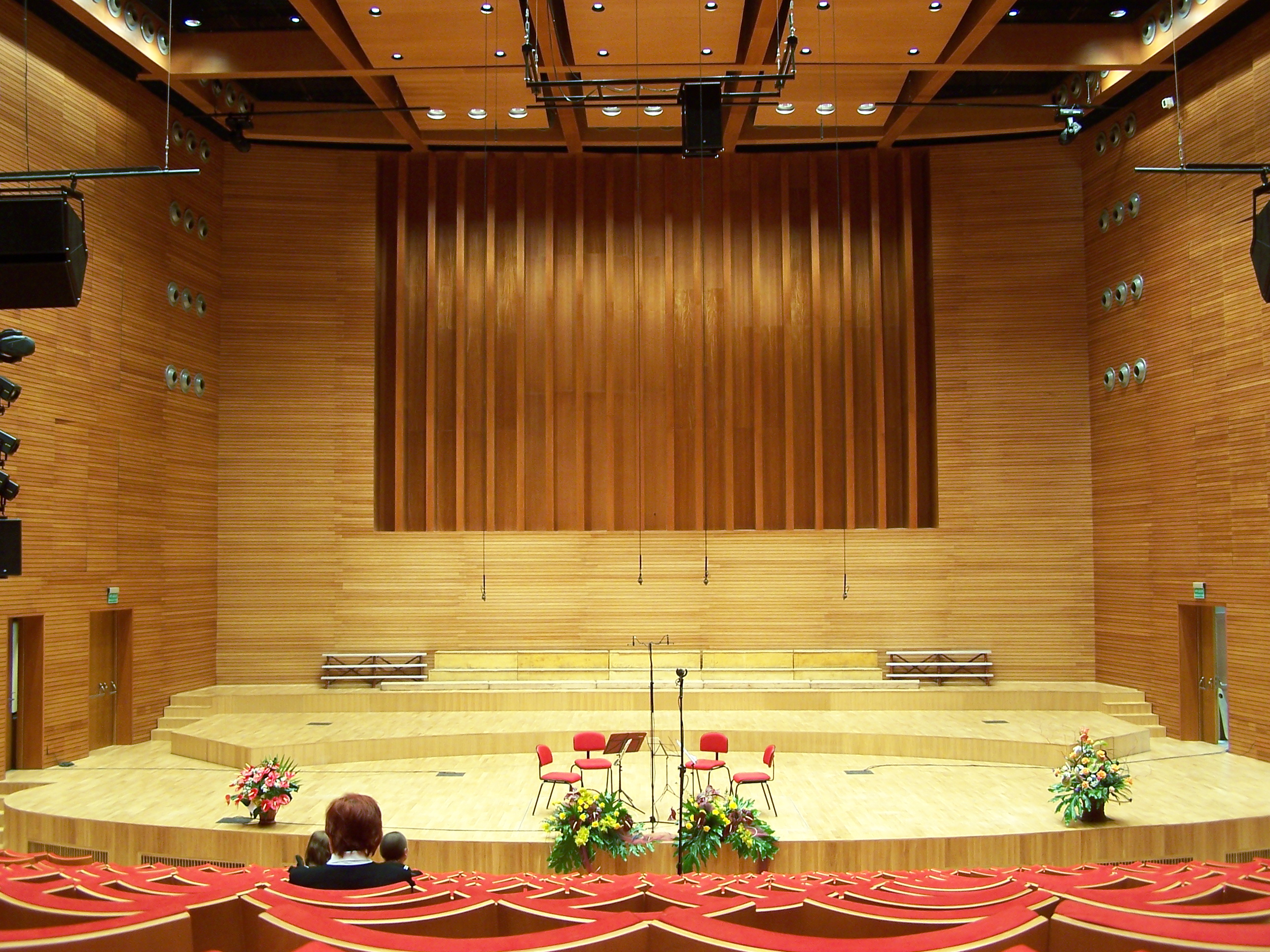
Aula der Musikakademie

Die Karol-Szymanowski-Musikakademie Katowice (polnisch: Akademia Muzyczna im. Karola Szymanowskiego w Katowicach) wurde 1929 als staatliches Musik-Konservatorium (Państwowe Konserwatorium Muzyczne) in Katowice in der damaligen Autonomen Woiwodschaft Schlesien gegründet. Der erste Leiter war Witold Friemann (1929–1934).
Die Musikakademie bietet Studiengänge in folgenden Fachgebieten an:
- Dirigieren
- Komposition und Musiktheorie
- Musikkunst
- Jazz
- Instrumentenkunde
- Gesangspädagogik

## Leiter und Rektoren der Musikakademie
| - 1929–1934: Witold Friemann - 1934–1939: Faustyn Kulczycki - 1939–45: Fritz Lubrich, unter deutscher Besetzung - 1945–1946: Faustyn Kulczycki - 1946: Bolesław Woytowicz - 1947–1951: Adam Mitscha - 1951–1963: Józef Powroźniak - 1963–1965: Jan Gawlas - 1965–1972: Wiktor Gadziński - 1972–1975: Józef Powroźniak - 1975–1979: Henryk Mikołaj Górecki - 1979–1981: Leon Markiewicz - 1981–1987: Jan Wincenty Hawel - 1987–1990: Joachim Pichura - 1990–1996: Jan Wincenty Hawel - 1996–2002: Julian Gembalski - 2002–2008: Eugeniusz Knapik - 2008–2016: Tomasz Miczka - seit 2016: Władysław Szymański |

## Ehemalige Schüler und Lehrer
- Henryk Mikołaj Górecki (1933–2010)
- Agnieszka Hekiert (* 1973)
- Jan Jargoń (1928–1995)
- Wojciech Kilar (1932–2013)
- Eugeniusz Knapik (* 1951)
- Andrzej Krzanowski (1951–1990)
- Aleksander Lasoń (* 1951)
- Gerhard Strecke (1890–1968)
- Bolesław Szabelski (1896–1979)
- Wojciech Waleczek (* 1980)
- Bolesław Woytowicz (1899–1980)
- Krystian Zimerman (* 1956)
- Paul Zimnol (1921–1999)